# Kostel svatého Jiljí (Újezd u Přelouče)
Kostel svatého Jiljí je raně barokní jednolodní vesnický kostelík v Újezdě u Přelouče v okrese Pardubice.

## Historie
Současná podoba kostela vznikla v roce 1703, jednalo se ale o zásadní rekonstrukci středověké sakrální stavby, která v roce 1699 vyhořela. Vnitřní vybavení pak pochází z let 1703–1707. Další stavební úpravy kostela proběhly koncem 18. století, rekonstrukce fasády pak v roce 1967. Po ní následovaly v 70. až 90. letech 20. století další menší opravy (oltáře, sanktusník, střecha, varhany).
Není známo, kdy byla postavena samostatně stojící zvonice, nicméně rekonstrukcí a úpravou (snížením) prošla v roce 1828.
Od roku 1958 je kostelík chráněn jako kulturní památka.

## Architektura
Kostel má obdélníkový půdorys a trojboce uzavřený presbytář. Nemá věž. Dominantní je západní průčelí kostela, v němž je uprostřed umístěn vstup, nad ním půlkruhové okno a nahoře volutový štít – tato kompozice je typická pro všechny vesnické kostely chlumeckého panství. Západní fasáda je členěna lisénovými rámy (dvojité lisény), štít je po stranách a na vrcholu zdoben koulemi. Boční fasády jsou méně zdobené, pouze se soklem, římsou a dvěma půlkruhovými okny. Střecha je sedlová, nad presbytářem valbová. Nad lodí kostela se tyčí sanktusník s lucernou, cibulovou bání a makovicí s dvojitým křížem.
Barokní zvonice, stojící severně od kostela, je dřevěná, se šindelovou střechou.

## Zařízení interiéru
V kostele jsou kromě hlavního oltáře s obrazem sv. Jiljí umístěny ještě dva boční oltáře: jeden s obrazem Kalvárie a druhý, oltář sv. Maří Magdaleny, je zdoben soškou Panny Marie pravděpodobně ze 16. století. Varhany z roku 1855 jsou dílem varhanáře Josefa Ignáce Welzela, v roce 1993 je rekonstruoval Karel Synek.
Ve zvonici byly původně (dle kroniky v roce 1576) umístěny dva zvony. V současné době je v ní umístěn pouze jeden zvon, datovaný právě rokem 1576. Zvonění poledne a klekání probíhalo až do poloviny 90. let 20. století.

## Bohoslužby
Kostel je filiální ve farnosti Vápno u Přelouče a bohoslužby se v něm konají nepravidelně.